# Борзенко Георгій Фролович
Гео́ргій Фро́лович Борзе́нко (1927 — ?) — радянський футболіст, один із найкращих гравців Харкова та України кінця 1940-х — першої половини 1950-х.

## Кар'єра
Більшу частину кар'єри виступав за Локомотив (Харків). У сезоні-1947 команда отримала право грати у вищій лізі, однак у зв'язку зі зміною системи розіграшу «Локомотив» і ще 15 клубів були зняті зі змагань. «Залізничники» продовжили виступи у другій групі і за підсумком 1948 року повернулись у першу. За сезон-1949 Георгій забив 14 м'ячів і потрапив у реєстр 33 найкращих футболістів.
Наступного року Борзенко забив мало, і «Локомотив» вилетів у клас «Б». У 1951 і 1952 роках «залізничники» грали там. 1951-го з 13 голами Георгій удруге потрапив у реєстр 33 найкращих, що складався переважно з гравців елітного дивізіону. Наступні два роки команда грала в класі «А», а останній сезон знов у класі «Б». Усього в еліті чемпіонату СРСР Борзенко зіграв 98 матчів і забив 28 м'ячів. Потім по одному сезону провів у командах Авангард (Харків) і Хімік (Дніпродзержинськ). Загинув Георгій у Харкові.
У липні 2014-го газета «Український футбол» дала таку характеристику кар'єрі Борзенка: «Одна з найяскравіших зірок футболу України кінця 1940-х — першої половини 1950-х. Промовистий бодай такий факт: за підсумком сезону-1951 він увійшов у список найкращих гравців СРСР, виступаючи в команді класу „Б“ (першої ліги, за нинішніми уявленнями).
Майстер кутових: із цього стандартного положення примудрявся забивати м'ячі. Нині вважається, що родоначальником т. зв. „сухого листа“ був у нашій країні Валерій Лобановський, насправді ж лівий крайній форвард харківського „Локомотива“ робив це на 10—12 років раніше. Мав міцну статуру, був красивий, наділений веселою вдачею, не страждав „зірковою хворобою“. Але слабкість усе-таки була — не міг відмовити, коли йому підносили чарку. Тож у результаті надто рано обірвалися не тільки спортивна кар'єра, але й життя Георгія. Обставини його смерті досі покриті завісою таємниці».

## Індивідуальні досягнення
- У списках 33 найкращих футболістів СРСР: 1949 рік — № 3, 1951 рік — № 3.
- Найкращий футболіст України 1949 і 1953 років.
- У 10-ці найкращих спортсменів України: 1953 рік — № 9.

## Визнання
- У списках найкращих футболістів України за десятиліттями: 1940-ві — № 10, 1950-ті — № 9.